# Campeonato Mundial de Esqui Estilo Livre de 2017 - Slopestyle feminino
A prova do slopestyle feminino do Campeonato Mundial de Esqui Estilo Livre de 2017 foi disputada entre os dias 18 e 19 de março em Serra Nevada,na Espanha.  Participaram 32 esquiadores de 17 nacionalidades.

## Medalhistas
| Ouro              | Prata                | Bronze             |
| Tess Ledeux (FRA) | Emma Dahlström (SWE) | Isabel Atkin (GBR) |

## Resultados

### Qualificação
32 esquiadoras participaram do processo qualificatório. As 8 melhores avançaram para a final.
| Pos. | Bib | Esquiadora            | Nacionalidade  | Corrida 1 | Corrida 2 | Melhor | Notas |
| ---- | --- | --------------------- | -------------- | --------- | --------- | ------ | ----- |
| 1    | 7   | Tess Ledeux           | França         | 78.83     | 91.50     | 91.50  | Q     |
| 2    | 6   | Mathilde Gremaud      | Suíça          | 88.16     | 37.50     | 88.16  | Q     |
| 3    | 4   | Isabel Atkin          | Grã-Bretanha   | 85.16     | 50.83     | 85.16  | Q     |
| 4    | 19  | Lara Wolf             | Áustria        | 77.83     | 83.00     | 83.00  | Q     |
| 5    | 5   | Emma Dahlström        | Suécia         | 27.33     | 82.66     | 82.66  | Q     |
| 6    | 10  | Giulia Tanno          | Suíça          | 28.83     | 82.33     | 82.33  | Q     |
| 7    | 11  | Devin Logan           | Estados Unidos | 76.33     | 77.50     | 77.50  | Q     |
| 8    | 1   | Sarah Höfflin         | Suíça          | 28.33     | 76.83     | 76.83  | Q     |
| 9    | 3   | Coline Ballet Baz     | França         | 5.00      | 74.00     | 74.00  |       |
| 10   | 13  | Anouk Purnelle-Faniel | Canadá         | 73.33     | 25.33     | 73.33  |       |
| 11   | 16  | Darian Stevens        | Estados Unidos | 71.66     | 72.50     | 72.50  |       |
| 12   | 33  | Anni Karava           | Finlândia      | 70.50     | 72.00     | 72.00  |       |
| 13   | 20  | Yuki Tsubota          | Canadá         | 70.83     | 55.83     | 70.83  |       |
| 14   | 17  | Dominique Ohaco       | Chile          | 69.83     | 68.83     | 69.83  |       |
| 15   | 18  | Lana Prusakova        | Rússia         | 65.66     | 14.00     | 65.66  |       |
| 16   | 22  | Taylor Lundquist      | Estados Unidos | 64.33     | 8.50      | 64.33  |       |
| 17   | 12  | Madison Rowlands      | Grã-Bretanha   | 54.16     | 61.83     | 61.83  |       |
| 18   | 21  | Anastasiya Tatalina   | Rússia         | 35.33     | 57.33     | 57.33  |       |
| 19   | 24  | Melanie Kraizel       | Chile          | 55.33     | 9.00      | 55.33  |       |
| 20   | 14  | Zuzana Stromková      | Eslováquia     | 50.33     | 52.83     | 52.83  |       |
| 21   | 26  | Margaux Hackett       | Nova Zelândia  | 38.16     | 49.33     | 49.33  |       |
| 22   | 28  | Adie Lawrence         | Nova Zelândia  | 38.00     | 27.50     | 38.00  |       |
| 23   | 31  | Tora Johansen         | Noruega        | 34.50     | 24.83     | 34.50  |       |
| 24   | 25  | Lee Mee-Hyun          | Coreia do Sul  | 28.50     | 4.50      | 28.50  |       |
| 25   | 30  | Kea Kühnel            | Alemanha       | 15.00     | 13.00     | 15.00  |       |
| 26   | 23  | Kim Lamarre           | Canadá         | 4.83      | 4.50      | 4.83   |       |
|      | 32  | Karoliine Holter      | Estónia        | DNS       |           | DNS    |       |
|      | 29  | Sabrina Cakmakli      | Alemanha       | DNS       |           | DNS    |       |
|      | 27  | Kaya Turski           | Canadá         | DNS       |           | DNS    |       |
|      | 15  | Silvia Bertagna       | Itália         | DNS       |           | DNS    |       |
|      | 9   | Maggie Voisin         | Estados Unidos | DNS       |           | DNS    |       |
|      | 8   | Katie Summerhayes     | Grã-Bretanha   | DNS       |           | DNS    |       |

### Final
As 8 esquiadoras disputaram no dia 19 de março a final da prova.
| Pos.              | Bib | Esquiadora       | Nacionalidade  | Corrida 1 | Corrida 2 | Corrida 3 | Melhor |
| ----------------- | --- | ---------------- | -------------- | --------- | --------- | --------- | ------ |
| Medalha de ouro   | 7   | Tess Ledeux      | França         | 15.60     | 85.60     | 23.20     | 85.60  |
| Medalha de prata  | 5   | Emma Dahlström   | Suécia         | 31.20     | 27.80     | 83.80     | 83.80  |
| Medalha de bronze | 4   | Isabel Atkin     | Grã-Bretanha   | 65.00     | 25.80     | 83.20     | 83.20  |
| 4                 | 1   | Sarah Höfflin    | Suíça          | 36.80     | 42.40     | 82.60     | 82.60  |
| 5                 | 6   | Mathilde Gremaud | Suíça          | 16.80     | 80.80     | 19.60     | 80.80  |
| 6                 | 11  | Devin Logan      | Estados Unidos | 74.00     | 32.80     | 55.20     | 74.00  |
| 7                 | 19  | Lara Wolf        | Áustria        | 9.40      | 61.00     | 18.60     | 61.00  |
| 8                 | 10  | Giulia Tanno     | Suíça          | 5.20      | 30.40     | 52.80     | 52.80  |

Legenda
| Recorde mundial       | Recorde mundial (World record)               |                       | Recorde africano                      | Recorde africano (African) |                                           | Q | Classificado por posição (Qualified) |
| Recorde do campeonato | Recorde do campeonato (Championship record)  | Recorde da América    | Recorde da América (Americas)         | q                          | Classificado por melhor tempo (Qualified) |   |                                      |
| Melhor marca do ano   | Melhor marca do ano (World leading)          | Recorde asiático      | Recorde asiático (Asian)              | DNS                        | Não largou (Did not start)                |   |                                      |
| Recorde nacional      | Recorde nacional (National record)           | Recorde europeu       | Recorde europeu (European)            | DNF                        | Não terminou (Did not finish)             |   |                                      |
| Recorde pessoal       | Recorde pessoal do atleta (Personal best)    | Recorde da Oceania    | Recorde da Oceania (Oceania)          | DSQ / DQ                   | Desclassificado (Disqualified)            |   |                                      |
| Recorde da temporada  | Recorde da temporada do atleta (Season best) | Recorde sul-americano | Recorde sul-americano (South America) | NM                         | Sem marca (No mark)                       |   |                                      |